# Comitatul Monroe, Michigan

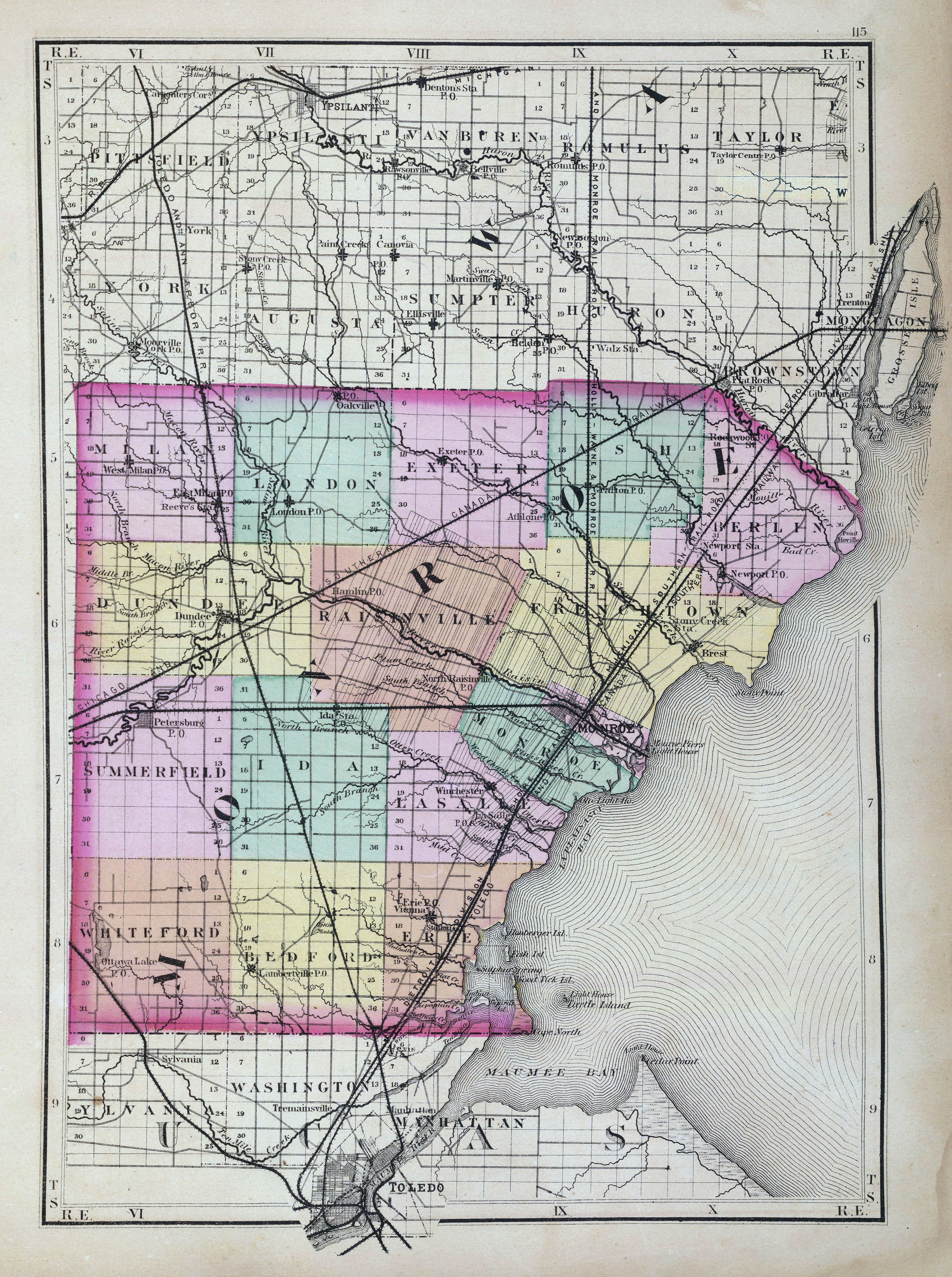
Map of Monroe County from 1873

Comitatul Monroe (în engleză Monroe County) este un comitat din statul Michigan, Statele Unite ale Americii. Conform recensământului din 2010 avea o populație de 152.021 de locuitori. Reședința și cel mai mare oraș al comitatului este orașul Monroe.

## Demografie
|  | Graficele sunt indisponibile din cauza unor probleme tehnice. Mai multe informații se găsesc la Phabricator și la wiki-ul MediaWiki. |

Date: Wikidata - grafică realizată de Wikipedia